# Cirrhilabrus
Cirrhilabrus – rodzaj ryb okoniokształtnych z rodziny wargaczowatych.

## Klasyfikacja
Gatunki zaliczane do tego rodzaju:
| - Cirrhilabrus adornatus - Cirrhilabrus aurantidorsalis - Cirrhilabrus balteatus - Cirrhilabrus bathyphilus - Cirrhilabrus beauperryi - Cirrhilabrus blatteus - Cirrhilabrus brunneus - Cirrhilabrus cenderawasih - Cirrhilabrus claire - Cirrhilabrus condei - Cirrhilabrus cyanopleura - Cirrhilabrus earlei - Cirrhilabrus exquisitus - Cirrhilabrus filamentosus - Cirrhilabrus flavidorsalis - Cirrhilabrus humanni - Cirrhilabrus joanallenae | - Cirrhilabrus johnsoni - Cirrhilabrus jordani - Cirrhilabrus katherinae - Cirrhilabrus katoi - Cirrhilabrus laboutei - Cirrhilabrus lanceolatus - Cirrhilabrus lineatus - Cirrhilabrus lubbocki - Cirrhilabrus lunatus - Cirrhilabrus luteovittatus - Cirrhilabrus marjorie - Cirrhilabrus melanomarginatus - Cirrhilabrus morrisoni - Cirrhilabrus nahackyi - Cirrhilabrus naokoae - Cirrhilabrus punctatus - Cirrhilabrus pylei | - Cirrhilabrus randalli - Cirrhilabrus rhomboidalis - Cirrhilabrus roseafascia - Cirrhilabrus rubrimarginatus - Cirrhilabrus rubripinnis - Cirrhilabrus rubrisquamis - Cirrhilabrus rubriventralis - Cirrhilabrus ryukyuensis - Cirrhilabrus sanguineus - Cirrhilabrus scottorum - Cirrhilabrus solorensis - Cirrhilabrus temminckii - Cirrhilabrus tonozukai - Cirrhilabrus wakanda - Cirrhilabrus walindi - Cirrhilabrus walshi |

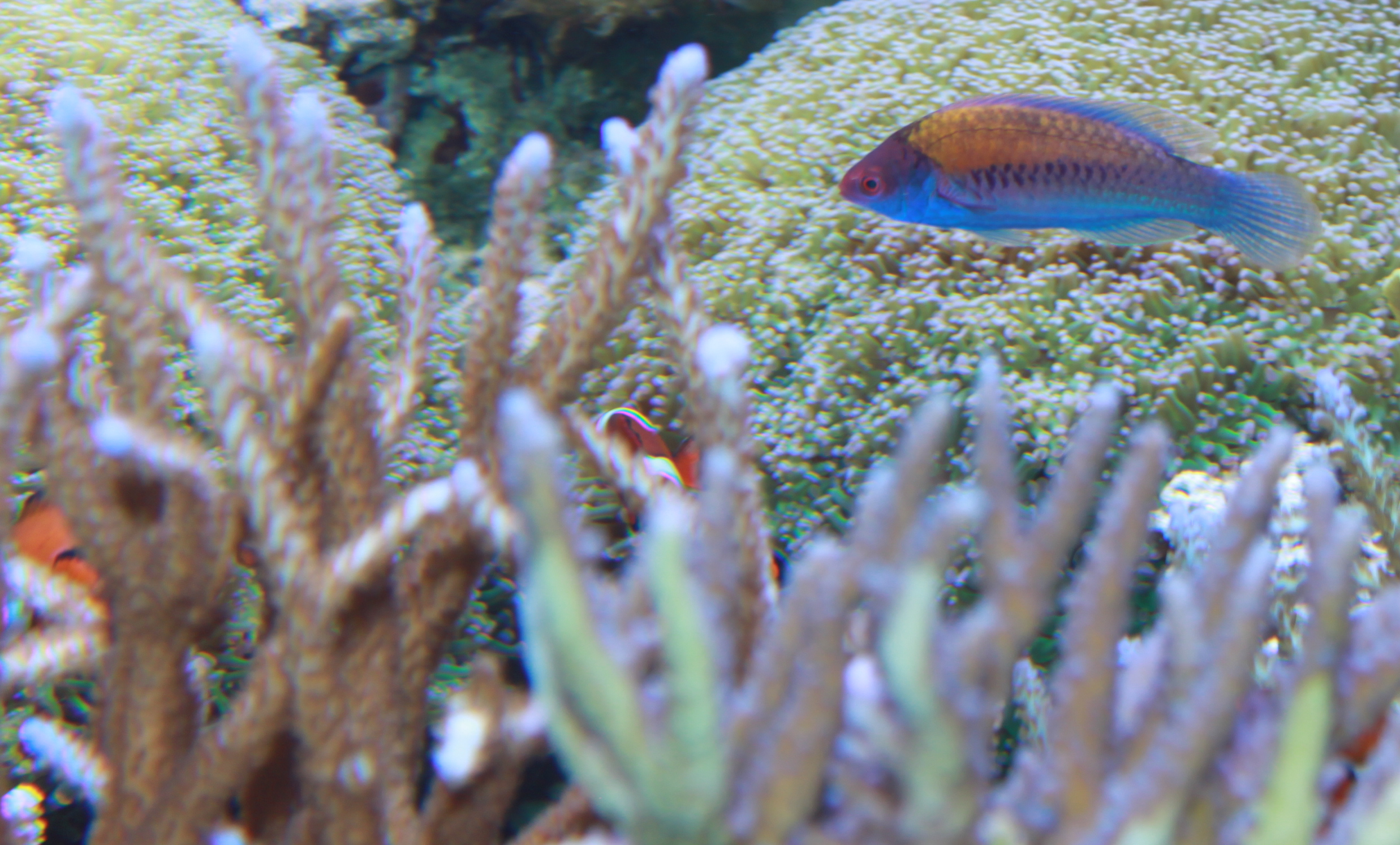
Cirrhilabrus cyanopleura
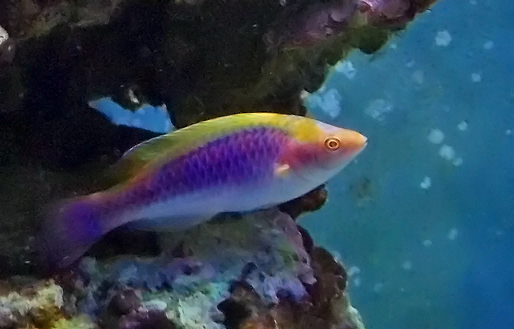
Cirrhilabrus lubbocki